# Percy W. Bridgman
Percy Williams Bridgman (født 21. april 1882, død 20. august 1961) var en amerikansk fysiker, der modtog nobelprisen i fysik i 1946 for sit arbejde med fysik under højt tryk. Han skrev omfattende værker om den naturvidenskabelige metode og og andre aspekter af videnskabsfilosofi. Bridgmaneffekten og Bridgman–Stockbargerteknikken er opkaldt efter ham.